# Ljaskovo (distrikt i Kărdzjali)
Ljaskovo (bulgariska: Лясково) är ett distrikt i Bulgarien.   Det ligger i kommunen Obsjtina Tjernootjene och regionen Kărdzjali, i den centrala delen av landet, 190 km sydost om huvudstaden Sofia.